# 2 Fast 2 Furious
2 Fast 2 Furious (bra: + Velozes + Furiosos; prt: Velocidade + Furiosa) é um filme teuto-estadunidense de 2003, do gênero ação, dirigido por John Singleton e estrelado por Paul Walker, Tyrese e Eva Mendes. Distribuído pela Universal Pictures, é o segundo filme da franquia The Fast and the Furious, que começou com o filme homônimo de 2001.
A produção do filme foi iniciada imediatamente após o sucesso comercial de seu antecessor em 2001. 2 Fast 2 Furious estreou no Universal Amphitheatre em Los Angeles em 3 de junho de 2003, sendo lançado amplamente nos Estados Unidos em 6 de junho. Foi recebido com críticas mistas, embora tenha arrecadado US$ 236,4 milhões nas bilheterias em todo o mundo. Uma sequência independente, The Fast and the Furious: Tokyo Drift, foi lançada em 2006.

## Elenco
| Ator / Atriz             | Personagem         |
| ------------------------ | ------------------ |
| Paul Walker              | Brian O'Conner     |
| Tyrese Gibson            | Roman Pearce       |
| Eva Mendes               | Monica Fuentes     |
| Cole Hauser              | Carter Verone      |
| Chris "Ludacris" Bridges | Tej Parker         |
| Thom Barry               | Agente Bilkins     |
| James Remar              | Agente Markham     |
| Devon Aoki               | Suki               |
| Amaury Nolasco           | Orange Julius      |
| Michael Ealy             | Slap Jack          |
| Jin Auyeung              | Jimmy              |
| Edward Finlay            | Agente Dunn        |
| Mark Boone Junior        | Detetive Whitworth |
| Matt Gallini             | Enrique            |
| Roberto Sanchez          | Roberto            |
| Eric Etebari             | Darden             |
| John Cenatiempo          | Korpi              |

O produtor Neal H. Moritz faz uma aparição como policial durante uma cena de perseguição.

## Produção

### Desenvolvimento
Os planos para fazer uma sequência surgiram após o sucesso de bilheteria de The Fast and the Furious, que arrecadou mais de US$ 200 milhões em todo o mundo. John Singleton assistiu ao primeiro filme e ficou impressionado, dizendo: "Quando vi The Fast and the Furious, fiquei tipo, 'Droga, por que não pensei nisso?' Crescendo em South Central LA, tivemos corridas de rua o tempo todo". A reação de Singleton ao filme, bem como a cultura das corridas de rua em geral, influenciaram sua decisão de dirigir a sequência. O diretor também afirmou que o conceito de corrida de rua poderia ser algo com o qual o público jovem poderia se relacionar.
O roteiro foi escrito por Michael Brandt e Derek Haas, juntamente com Gary Scott Thompson (roteirista do primeiro filme). Houve duas versões no início, uma delas não envolvia o personagem de Vin Diesel, caso ele não retornasse para a sequência. Singleton creditou Top Gun como uma grande influência para o filme, particularmente no que diz respeito às seqüências de ação.

### Pré-produção
Vin Diesel recebeu US$ 25 milhões para retornar na sequência como Dominic Toretto. No entanto, ele recusou depois de ler o roteiro, pois sentiu que seu potencial era inferior comparado ao de seu antecessor; ao contrário, ele escolheu aparecer em The Chronicles of Riddick. De acordo com a revista Variety em 2015, ele ficou menos impressionado com o que os roteiristas tinham em mente para o filme: "Eles não adotaram uma abordagem de Francis Ford Coppola. Eles abordaram-no como se fossem sequências nos anos 80 e 90, quando eles lançavam uma nova história independente em sua maior parte e colocavam o mesmo nome". No entanto, Diesel refletiu sobre sua decisão em um relatório de julho de 2014 da Uproxx, dizendo: "Eu diria, 'Não se afaste disso apenas porque o roteiro de 2 Fast 2 Furious é ruim, porque há uma obrigação do público em lutar, não importa como, para tornar o filme o melhor possível'... Eu poderia ter tido um pouco mais de paciência ou ter acreditado a longo prazo".
Paul Walker, que havia acabado de filmar Timeline na época, reprisou seu papel na sequencia como Brian O'Conner. Tyrese Gibson, até então conhecido apenas como Tyrese, também se tornou parte do elenco, tendo atuado anteriormente no filme de Singleton, Baby Boy, que foi a estreia do ator no cinema; ele interpretou Roman Pearce. Ja Rule, outro artista de rap de destaque que apareceu em The Fast and the Furious, foi originalmente escolhido para o papel de Tej Parker. Ja Rule recebeu US$ 500.000 pelo papel, que foi mais do que o que ele havia recebido para aparecer no primeiro filme (US$ 15.000). Segundo Singleton, "Ja, ficou grande demais para si mesmo. Ele recusou. Ele recusou meio milhão de dólares... Ele estava agindo como se fosse grande demais para participar da sequência. Ele não retornaria as ligações". O diretor então contratou Chris "Ludacris" Bridges, um artista de rap relativamente pouco conhecido na época como substituto. Bridges mais tarde se destacaria por aparecer no filme e estrelar em outros trabalhos como Crash e Hustle & Flow. O elenco também incluiu Cole Hauser como o vilão principal Carter Verone, que apareceu no filme Higher Learning de Singleton; Eva Mendes como agente Monica Fuentes; e Devon Aoki como Suki, a única motorista do sexo feminino no filme.

### Filmagens
A fotografia principal começou no outono de 2002, e Matthew F. Leonetti atuou como diretor de fotografia. As filmagens foram feitas principalmente em várias partes do sul da Flórida, como Miami Beach, Seven Mile Bridge e a Base da Reserva Aérea de Homestead. A mansão do personagem de Hauser foi filmada em Coral Gables, propriedade de Sylvester Stallone.

Entusiasta de carros, Paul Walker dirigiu um Nissan Skyline GT-R modelo R-34 emprestado pelo consultor técnico do filme, Craig Lieberman, nas cenas de abertura do longa. Aoki não tinha carteira de motorista ou experiência de condução antes da produção do filme, e teve aulas de direção durante as filmagens; ela dirigiu um Honda S2000 AP1 2001 rosa. Gibson dirigia um Mitsubishi Eclipse Spyder conversível, enquanto Michael Ealy dirigia um Toyota Supra Turbo MkIV modelo JZA80 que já havia sido utilizado por Walker em The Fast and the Furious.

Carros que apareceram em + Velozes + Furiosos
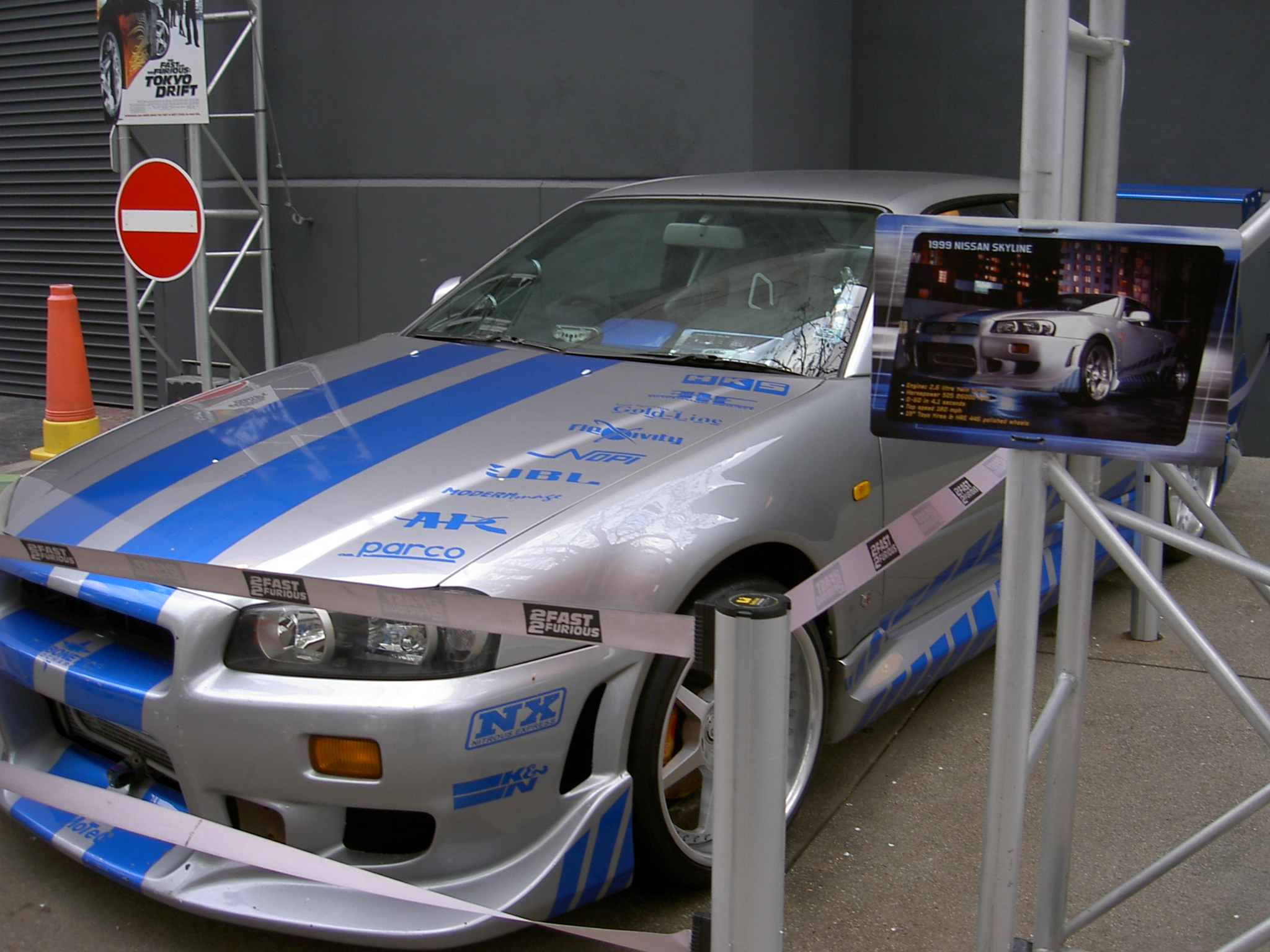
R34 Nissan Skyline GT-R
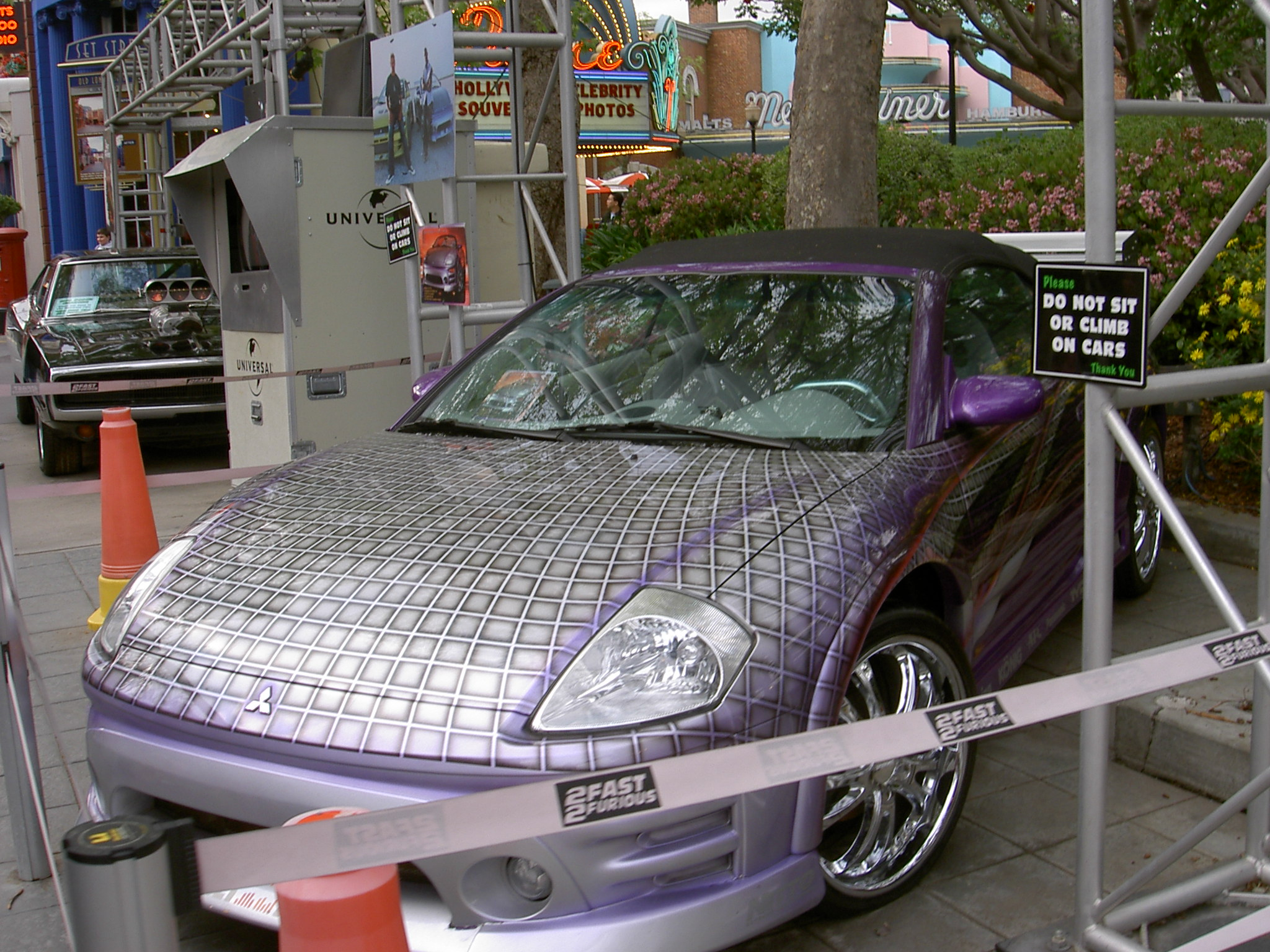
Mitsubishi Eclipse Spyder
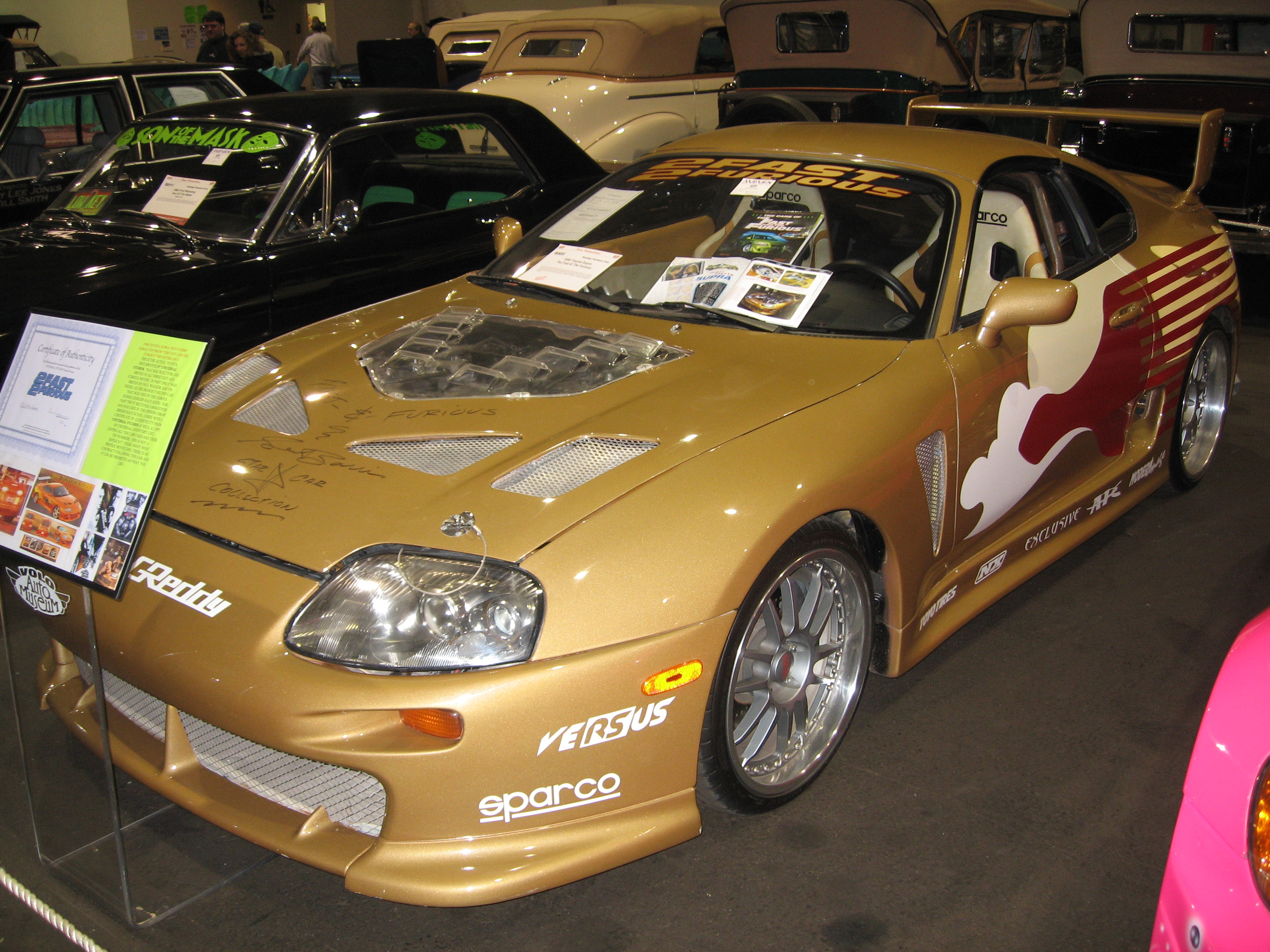
JZA80 Toyota Supra MkIV
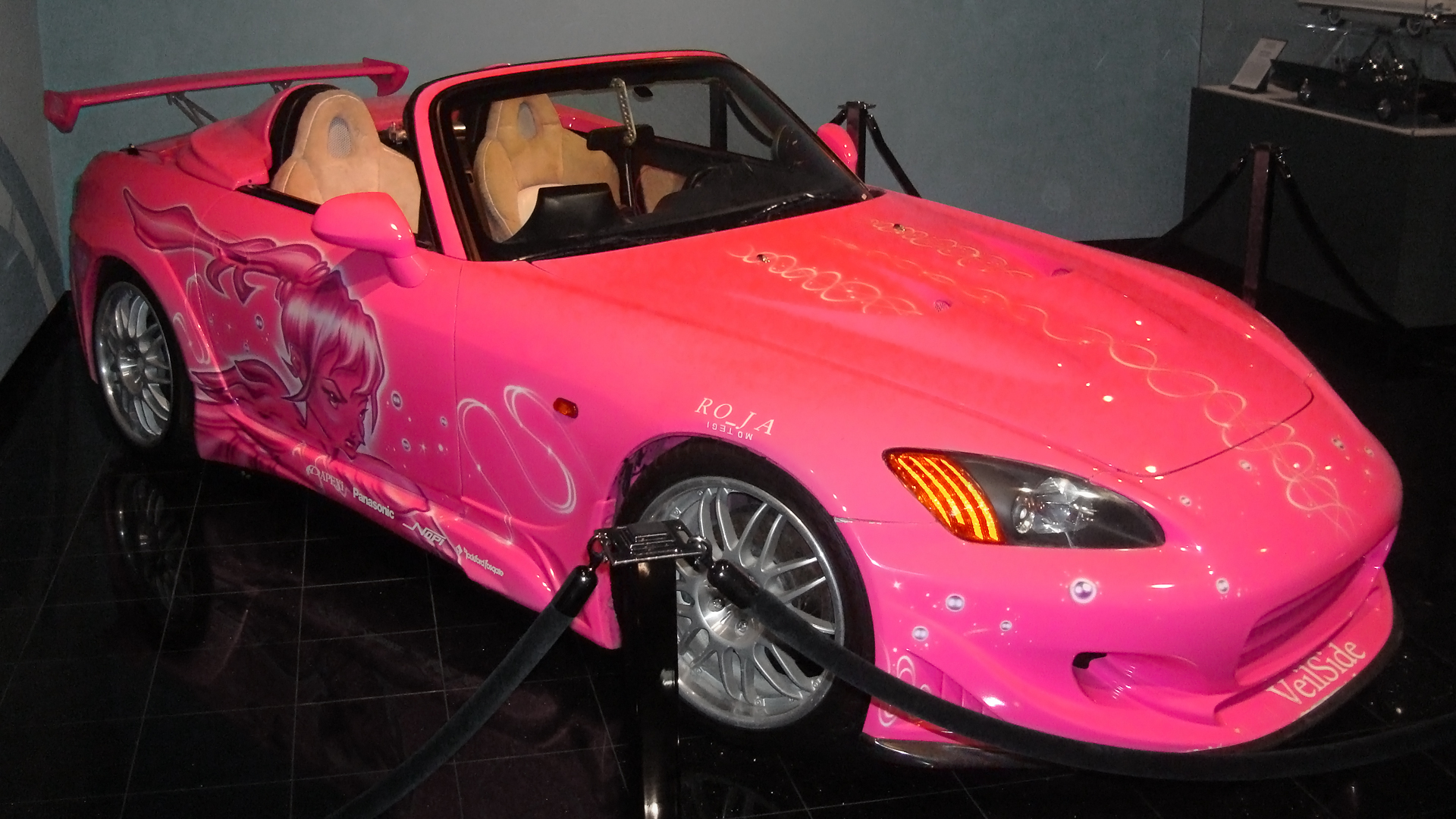
Honda S2000 AP1 customizado da Suki

## Música
A trilha sonora de 2 Fast 2 Furious foi feita por David Arnold. Orientada para o hip hop, a trilha foi lançada em 20 de maio de 2003 pelas gravadoras Disturbing the Peace e Def Jam Recordings. Em 23 de junho de 2003, uma versão alternativa do álbum foi lançada com duas faixas bônus adicionais, "Remember" e "Get Dirty". Em 21 de outubro de 2003, mais uma versão foi lançada com uma única música bônus, "Comin 'Up" por Saukrates.
Faixas
| Faixas |
| --- |
| 2 Fast 2 Furious (trilha sonora) 1. "Start (Intro)" (Ludacris) 2. "Act a Fool" (Lucadris) 3. "Represent" (Trick Daddy) 4. "Slum" (I-20 featuring Shawnna and 2 Chainz) (*) 5. "Pick Up the Phone" (Tyrese and Ludacris featuring R. Kelly) 6. "Hands in the Air" (8Ball) 7. "Gettin' It" (Chingy) (*) 8. "Block Reincarnated" (Shawnna featuring Kardinal Offishall) 9. "Pump It Up" (Joe Budden) 10. "Hell Yeah'" (Dead Prez) (*) 11. "Peel Off" (MC Jin) 12. "We Ridin" (Fat Joe) (*) 13. "Rollin on 20's" (Lil' Flip) 14. "Fuck What a Nigga Say..." (Dirtbag) (*) 15. "Oye" (Pitbull) 16. "Miami" (K'Jon) 17. "Finish (Outro)" (Ludacris) |
| German Bonus Tracks 18. "Remember" (Cronite) 19. "Get Dirt" (DJ Desue featuring and Party Arty) |
| Japanese Bonus Track 18. "Cruisin" (Sphere of Influence) |

(*) indica faixas que não apareceram no filme.

## Recepção

### Bilheteria
2 Fast 2 Furious ganhou US$ 50.472.480 em sua estreia nos Estados Unidos em 3.408 cinemas, ficando em primeiro lugar no fim de semana de abertura. Nos seus 133 dias de cartaz, o filme alcançou um pico de lançamento de 3.418 cinemas nos Estados Unidos e ganhou US$ 127.154.901 no mercado interno. O filme teve o 15º maior total bruto doméstico de 2003 e a 16º maior receita mundial daquele ano; combinado com a receita bruta estrangeira de US$ 109.195.760, o filme faturou US$ 236.350.661 em todo o mundo.

### Crítica
No Rotten Tomatoes, o filme possui uma classificação de aprovação de 36% com base em 160 avaliações, com uma classificação média de 4.7/10; o consenso crítico do site diz: "Pessoas bonitas e carros bonitos em um filme que não taxam as células cerebrais". O Metacritic avaliou, com base em 35 críticas, uma pontuação média ponderada de 38 de 100, indicando "revisões geralmente desfavoráveis". A audiência pesquisada pelo CinemaScore deu ao filme uma nota "A-" numa escala de "A+" a "F".
O crítico Roger Ebert, do Chicago Sun-Times, deu ao filme três de quatro estrelas em sua crítica e disse: "Embora não seja criativo, o filme é feito com habilidade e estilo, é rápido e furioso". Scott Tobias, do The A.V. Club, escreveu: "Singleton abandona a subcultura das corridas underground que deu ao primeiro filme seu fascínio, contando, em vez disso, com uma trama de suspense preguiçosa que é apenas um saco de rosquinhas e um quadro congelado de um programa policial de TV comum". Em 2018, Derek Lawrence, da Entertainment Weekly, chamou o filme de "a joia esquecida da saga Fast & Furious" e elogiou a química entre Walker e Gibson, além da direção de John Singleton.

## Prêmios e indicações
- Duas indicações ao Framboesa de Ouro, nas seguintes categorias: Pior Refilmagem ou Sequência e Pior Desculpa para Fazer um Filme[carece de fontes?]
- Uma indicação ao Grammy, na categoria de Melhor Canção - Filme/TV (Act a Fool)[carece de fontes?]
- Recebeu uma indicação ao MTV Movie Awards de Melhor Revelação Masculina (Ludacris)[carece de fontes?]